# Luigi Rocca
Luigi Rocca (* 26. Dezember 1952 in Porpetto bei Udine) ist ein italienischer Maler.
Sein erster Erfolg war der erste Preis beim Internationalen Wettbewerb des Jesulum Centrum in Jesolo 1965. 1969 machte er an einem Kunst-Gymnasium das Abitur. Nach einem Kunststudium entwickelte er unter Anleitung des surrealistischen Malers Raffaele Corvo seinen persönlichen Stil, der stark vom amerikanischen Hyperrealismus inspiriert ist.
Seine große Leidenschaft sind Autos, die seine Bilder sehr präzise und detailliert erscheinen lassen.
Seine Werke finden sich in Sammlungen, vor allem in Italien und den Vereinigten Staaten.